# Igreja Matriz de São Luiz Gonzaga
A Igreja Matriz de São Luiz Gonzaga é um templo católico localizado no município de São Luiz Gonzaga, estado do Rio Grande do Sul. Constitui uma paróquia vinculada à Diocese de Santo Ângelo.
A igreja abriga uma coleção de treze imagens missioneiras, em madeira policromada: Santo Antônio de Pádua, Santa Bárbara, Nossa Senhora da Conceição, Cristo Crucificado, Nossa Senhora das Dores, duas de Santo Isidro, São Francisco de Assis, São João Batista Menino, São Luiz Gonzaga, Senhor Morto, Senhor dos Passos e Santa Teresa de Ávila. As imagens foram tombadas pelo IPHAN em 1984.